# یواس‌اس بیکن (پی‌جی-۹۹)
یواس‌اس بیکن (پی‌جی-۹۹) (به انگلیسی: USS Beacon (PG-99)) یک کشتی است که طول آن 164 ft 6 in می‌باشد. این کشتی در سال ۱۹۶۹ ساخته شد.